# Status animarum
Stanje duša (lat. Status animarum) su crkvene knjige iz kojih je moguće iščitati rodbinske odnose unutar jedne obitelji kroz više generacija.
Vođenje ovih knjiga propisao je papa Pavao V. Rimskim obrednikom (Rituale Romanum) iz 1614. godine. Budući da u početku primjena Rimskog obrednika nije bila obavezna, zapisi u staležnicima nemaju uniformni format, već ovise o osobi koja je podatke upisivala.
Zapisi u Stanjima duša prikladni su za istraživanje rodoslovlja, jer se na jednoj stranici nalaze podaci o datumima rođenja (krštenja), vjenčanja i smrti gotovo svih članova jedne obitelji kroz više generacija. Ponekad su zapisivani i podaci o selidbama, udajama u drugu župu, pa čak i izvanbračnim vezama.
Stanja duša iz sredine 18. stoljeća vođena su deskriptivno, da bi se sredinom 19. stoljeća uveo tablični prikaz.